# Amore impossibile
Amore impossibile è una canzone del gruppo musicale italiano Tiromancino pubblicata come primo singolo del settimo album Illusioni parallele del 2004.
È stato frequentemente trasmesso in radio, raggiungendo la posizione numero 1 dell'airplay.

## Video musicale
Il videoclip prodotto per "Amore impossibile" è stato realizzato come omaggio al film del 1968 Diabolik di Mario Bava. Regista del video è infatti Lamberto Bava, figlio proprio di Mario. Protagonisti del videoclip sono Daniel McVicar nei panni di Diabolik, Claudia Gerini (allora fidanzata di Zampaglione, cantante dei Tiromancino) nei panni di Eva Kant e John Phillip Law, che aveva recitato la parte di Diabolik nel film di Mario Bava tratto dal fumetto delle Giussani e che nel videoclip fa la parte di una guardia giurata, neutralizzata con il cloroformio da Diabolik stesso.

## Tracce
1. Amore impossibile – 3:57